# Harry Lockefeer

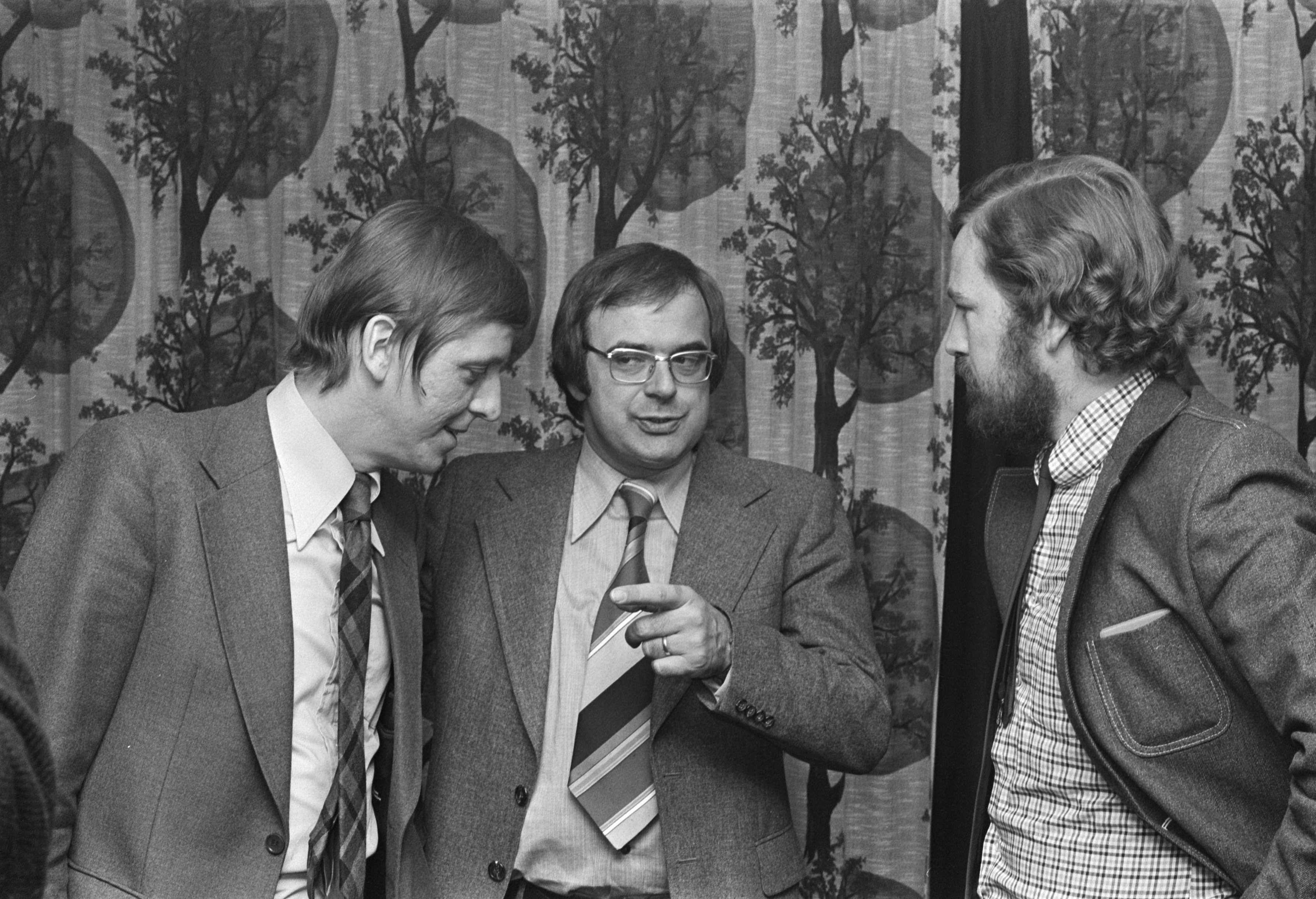
Lockefeer, Jan Pronk und Jan van der Putten (1975)

Henricus „Harry“ Antonius Ludovicus Lockefeer (* 23. Oktober 1938 in Roosendaal; † 9. Februar 2007 in Bussum) war ein niederländischer Journalist. Von 1982 bis 1995 war er Chefredakteur der Tageszeitung de Volkskrant.

## Leben
Lockefeer studierte sozialwirtschaftliche Politik an der Universität Tilburg. 1965 wurde er bei de Volkskrant Redakteur im Ressort „Wirtschaft und Soziales“. Die Zeitung begann sich zu dieser Zeit unter dem neuen Chefredakteur Jan van der Pluijm von ihren katholischen Ursprüngen zu lösen und zu einem Blatt der politischen Linken zu entwickeln, damit verbunden waren stetige Auflagenzuwächse. 1975 kandidierte Lockefeer als stellvertretender Chefredakteur, aufgrund der Spaltung der Redaktion hierüber zog er jedoch seine Kandidatur zurück. Als Anfang der 80er Jahre nach einem Nachfolger von van der Pluijm gesucht wurde, erhielt er jedoch diesmal breite Unterstützung. In einem ungewöhnlichen Procedere wurde er im Mai 1981 als voriger Untergebener des stellvertretenden Chefredakteurs Jan Blokker diesem gleichgestellt, um in einer Übergangszeit an die Position des neuen Chefredakteurs herangeführt zu werden. Im März 1982 löste er schließlich van der Pluijm ab, stützte sich jedoch anfangs noch sehr auf Blokker.
Die gegen Ende der 70er Jahre erfolgte Abwendung vom Betroffenheitsjournalismus, verbunden mit einer stärkeren Trennung von Bericht und Meinung sowie einer Forcierung der Professionalisierung, kam in seiner Zeit zum Abschluss. Unter Lockefeer setzte sich das Wachstum fort, so wurde die Zahl der Auslandskorrespondenten erhöht und die Samstagsausgabe weiter ausgebaut. Des Weiteren wurde die Zeitung mittels der Einführung von Farbdruck und Umstellung auf EDV modernisiert. Zum 1. März 1995 wechselte er schließlich als Personaldirektor in die Geschäftsleitung und übergab seine Funktion an seinen bisherigen Stellvertreter Pieter Broertjes. Die Auflage sollte im Mai 1996 einen Wert von 370.000 erreichen, zu Lockefeers Zeit war damit de Volkskrant zu einer Qualitätszeitung mit einem Verbreitungsgrad (bezogen auf die Einwohnerzahl) geworden, der so in Europa nur in den skandinavischen Ländern anzutreffen ist.
Die Zeit im Direktorium währte indes nur kurz, 1996 wechselte Lockefeer als Hochschullehrer für Journalistik an die Reichsuniversität Groningen, eine Funktion, die er bis zum 30. März 2006 behielt. Seit 1997 saß Lockefeer auch im Aufsichtsrat von AEGON.

## Auszeichnungen
- Dick Scherpenzeel Prijs für seine Berichterstattung über die Dritte Welt (1975)

## Ehrungen
- Offizier des Ordens von Oranje-Nassau (1995)